# 百万石 (小惑星)
百万石（ひゃくまんごく、15740 Hyakumangoku）は、小惑星帯の小惑星。北海道の円舘金と渡辺和郎によって発見された。
小惑星名は加賀藩（石川県・富山県の大部分に相当）の石高に由来する。2006年9月に金沢市で開催された「宇宙の日」ふれあいフェスティバル2006において、公募された名前候補の中から参加者の子供たちによって選出され、小惑星センターによって正式に承認されて翌年4月2日の小惑星回報で公表された。